# Amorphoscelis pulchella
Amorphoscelis pulchella är en bönsyrseart som beskrevs av Giglio-tos 1914. Amorphoscelis pulchella ingår i släktet Amorphoscelis och familjen Amorphoscelidae. Inga underarter finns listade i Catalogue of Life.